# Emil Özkan
Emil Erdinc Özkan, född 11 augusti 2003, är en svensk fotbollsspelare som spelar för Enköpings SK.

## Karriär
Özkans moderklubb är Uppsala-Kurd FK och han gick därifrån till IK Sirius ungdomslag. I augusti 2021 spelade han en match på lån i division 2-klubben Gamla Upsala SK. Den 1 september 2021 skrev Özkan på ett lärlingskontrakt med IK Sirius. I november 2022 skrev han på ett femårskontrakt med klubben.
Den 17 april 2023 gjorde Özkan allsvensk debut i en 1–1-match mot Varbergs BoIS, där han blev inbytt i den 87:e minuten mot Magnus Kaastrup. Följande match fick Özkan göra sin första match från start mot BK Häcken (4–1-förlust). I oktober 2023 lånades han ut till IFK Stocksund via ett samarbetsavtal.
I mars 2024 lånades Özkan ut till Enköpings SK. I februari 2025 blev han klar för en permanent övergång till klubben.